# Humberto Viscarra Monje
Humberto Viscarra Monje (* 3. März 1898 in Sorata; † 2. September 1971 in La Paz) war ein bolivianischer Komponist.
Viscarra erhielt seine musikalische Ausbildung in Italien, Paris und schließlich am Konservatorium von La Paz, wo er zunächst als Klavierlehrer, dann bis 1968 als Direktor wirkte.
Er komponierte ein Scherzo, eine Legende und einen Kleinen Tanz für Orchester, eine Sammlung bolivianischer Melodien für Klavier sowie Chorwerke und Lieder.
| Personendaten    | Personendaten            |
| ---------------- | ------------------------ |
| NAME             | Viscarra Monje, Humberto |
| KURZBESCHREIBUNG | bolivianischer Komponist |
| GEBURTSDATUM     | 3. März 1898             |
| GEBURTSORT       | Sorata                   |
| STERBEDATUM      | 2. September 1971        |
| STERBEORT        | La Paz                   |